# Sindar

De scheiding van de Elfen.

De Sindar, ook wel Grijze Elfen genoemd, is een volk in de fictieve wereld, Midden-aarde, van J.R.R. Tolkien.
Sindar is de Hoog-elfse naam die de Noldor aan de Elfen van Beleriand gaven. De Sindar zijn van oorsprong Teleri. Alle Sindar waren onderdanen van Elu Thingol de heer van Doriath. Velen van de Sindar woonden bij hun koning in Menegroth. Onder de Sindar vielen ook de Falathrim. Hun heer was Círdan, maar hij was een vazal van Koning Thingol. Ook vielen onder de Sindar verschillende Telerijnse groepen die rondtrokken ten westen van de Ered Luin.
Het belangrijkste verschil tussen de rest van de Teleri en de Sindar was dat de Sindar een liefde hadden voor de westelijke landen van Midden-aarde en voor hun koning Thingol, die de liefde voor hun verwanten en voor de Valinor overtrof. Zij bleven hierdoor aan de kusten van Midden-aarde achter toen de rest van hun geslacht westwaarts over zee naar Valinor trok.
Terwijl de Rest van de Eldar in het westen woonde, woonden de Sindar in Midden-aarde. Zij hadden rust en waren gelukkig. Drie eeuwen lang waarin Morgoth gevangen zat, leefden zij, rondtrekkend waar zij wilden, in Beleriand. Dit alles veranderde toen Morgoth terugkwam uit Valinor en zijn intrek nam in Angband. Hij zond legers uit om Beleriand te veroveren. De Sindar werden teruggedreven tot in Doriath en de havens van Círdan, tot de komst van de Noldor die de Orks van Morgoth versloegen en rust brachten.
Die rust zou slechts van korte duur zijn, in jaren van de Elfen gemeten althans. Voor mensen was het zeer lang. In slechts acht eeuwen werden de Noldor en de Sindar die met hun verbonden waren vernietigd, evenals de landen waarin zij leefden. Koning Thingol werd niet, zoals het de grootste van de Eldar in Midden-aarde had betaamd, in een grote slag verslagen. Hij werd gedood door een groep handelende dwergen in zijn eigen zalen in Menegroth.
In de Tweede Era werden de overgebleven Sindar (zij die niet gedood waren in de Eerste Era of overzee naar Valinor waren gegaan) geregeerd door lagere koningen dan Thingol. Thranduil en Celeborn waren hun heren en zouden die blijven tot ook deze na vele eeuwen Midden-aarde voorgoed zouden verlaten. Alleen Círdan bleef over met de Falathrim. Círdan vertrekt pas met het laatste schip uit Midden-aarde.